# The Last Recruit
«The Last Recruit» es el decimotercer episodio de la sexta temporada de la serie de televisión Lost, dirigido por Steve Semel y escrito por Paul Zbyszewski y Graham Roland. Fue transmitido el 20 de abril de 2010 por ABC en Estados Unidos y por CTV en Canadá.

## Trama

### En la realidad alterna
Locke va en una ambulancia acompañado por el profesor Ben y al llegar al hospital su camilla se cruza con la de Sun que llega herida de bala y se asusta enormememnte al verlo; "es él", exclama. En la estación de policía, Sawyer interroga a Kate, quien le dice que piensa que no la detuvo en el ascensor del aeropuerto para que nadie se enterara de que fue a Australia. Miles los interrumpe para decirle a Sawyer que deben salir a atender el caso de un asesinato múltiple en un restaurante y le muestra una imagen captada la cámara de la puerta del lugar, donde se ve salir de allí a Sayid tras su enfrentamiento con Martin Keamy y su banda. Sawyer arresta a Sayid en la casa de Nadia.
Desmond encuentra a Claire cuando entra al edificio donde se encuentra una oficina de adopciones. Ella le dice que tuvo razón al decirle en el aeropuerto que su bebé será un varón y él le recomienda asesorarse de un abogado para el proceso de adopción y la lleva en el mismo piso al que iba a la oficina de Ilana, quien le cuenta que por coincidencia la ha estado buscando. Ilana está encargada de lo referente al testamento de Christian Shephard y cuando llega Jack le presenta a Claire, quien le hace saber que son medio hermanos. Jack recibe una llamada urgente del hospital para que vaya a practicar una cirugía, lo cual hace que deba reprogramar su cita sobre el testamento de su padre. En el hospital, Jack reconoce a su paciente, John Locke, a quien en el aeropuerto ya había ofrecido tratar y, en su habitación, Sun se despierta al lado de Jin quien le informa que su bebé está bien.

### En la isla
El Hombre de Negro conversa con Jack y admite que era necesario que Locke falleciera para que asumiera su apariencia y dice que fue él mismo quien se presentó también a Jack en la isla como Christian Shepard. Claire los interrumpe y le dice a Jack que sabiendo que es su hermano está feliz de verlo. Zoe (Sheila Kelly) llega para exigir al Hombre de Negro que devuelva a Desmond y luego de que desde la isla Hidra disparan artillería, ella amenaza con mayores ataques si no lo devuelve. El Hombre de Negro decide enfrentarse a Charles Widmore y pide a Sawyer que prepare el barco para ir a la otra isla. Sawyer va con Kate mientras el Hombre de Negro le ordena a Sayid matar a Desmond. 
Sawyer planea escapar del Hombre de Negro y tomar el submarino de Widmore para salir de la isla. Entera de su plan a Jack, lo cual hace Kate con Sun. Llevan también al piloto Frank Lapidus pero Sawyer no deja que Kate incluya a Claire, quien sin embargo se presenta y tras intentar impedir que se vayan decide acompañarlos. Jack expresa a Sawyer dudas sobre si deben salir de la isla, porque cree que tienen una misión allí y entonces Sawyer le pide que si se cree destinado a algo que abandone el barco, cosa que Jack hace. Al llegar el barco a la isla Hidra por fin se reencuentran Sun y Jin; sin embargo, el plan de Sawyer, que incluía aprovechar el pacto que hizo con Widmore, fracasa porque Widmore ordena detener a Sawyer y sus compañeros, declarando que ya no tiene ningún pacto con Sawyer. Al tiempo Widmore ordena atacar con artillería el campo del Hombre de Negro, donde mueren varias personas, pero el propio Hombre de Negro salva la vida de Jack y le dice que puede estar seguro porque ahora está con él.